# Davellyn Whyte
Davellyn LaRae Whyte (Mesa, 14 maggio 1991) è un'ex cestista statunitense, professionista nella WNBA.

## Carriera
È stata selezionata dalle San Antonio Silver Stars al secondo giro del Draft WNBA 2013 (16ª scelta assoluta).